# Casemiro
Carlos Henrique José Francisco Venancio Casimiro (* 23. února 1992 São José dos Campos), známý jako Casemiro, je brazilský profesionální fotbalista, který hraje na pozici defensivního záložníka za anglický klub Manchester United FC a za brazilský národní tým.

## Klubová kariéra

### Real Madrid
Casemiro si za Real Madrid poprvé zahrál v dubnu 2013, když dostal od portugalského kouče Josého Mourinha příležitost v ligovém duelu proti Betisu Sevilla.
Před sezónou 2014/15 odešel na roční hostování do portugalského klubu FC Porto.
V sezoně 2015/2016 si ho tehdejší kouč Realu Madrid Rafael Benítez povolal zpět do prvního týmu, ve kterém Casemiro dostával více šancí, než se očekávalo. To se nezměnilo ani s příchodem francouzského trenéra Zinédina Zidana, pro kterého záložní trojice Modrić – Casemiro – Kroos představovala ideální volbu. Casemiro se pohyboval na pozici defenzivního záložníka, z celé trojice byl nejzataženějším a poskytoval stabilitu mezi obranou a útokem. V sezoně 2015/16 vyhrál s Realem Ligu mistrů.
Sezóna 2016/2017 byla pro Los Blancos ještě úspěšnější, když získali double – vyhráli španělskou ligu a jako první tým v historii obhájili vítězství v Lize mistrů. Ve finále porazili tým Juventusu 4:1 a právě Casemiro vstřelil vítězný gól. V 61. minutě zápasu jeho dělovka ze 30 metrů propadla za záda italského gólmana Buffona.
V září 2019 odehrál 200. zápas za Real Madrid.
Ve třetím skupinovém zápase Ligy mistrů UEFA dne 19. října 2021 pomohl vyhrát 5:0 na půdě Šachtaru Doněck, čímž dosáhl 200. vítězného zápasu ve dresu Realu.

### Manchester United
V létě 2022 přestoupil Casemiro do anglického Manchesteru United za částku okolo 60 milionů liber. V klubu podepsal smlouvu do léta 2026.

## Reprezentační kariéra
Hrál za brazilské mládežnické reprezentace. Představil se v dresu brazilské reprezentace U20 na Mistrovství světa hráčů do 20 let 2011 v Kolumbii, kde Brazílie získala titul po finálové výhře 3:2 v prodloužení nad Portugalskem.
V A-mužstvu Brazílie debutoval v roce 2011.

## Úspěchy

### Klubové

#### São Paulo FC
- 2× vítěz Copa Sudamericana (2011/12, 2012/13)[8]

#### Real Madrid
- 1× vítěz Copa del Rey (2013/14)[8]
- 2× vítěz Supercopa de España (2017, 2019/20)[8]
- 4× vítěz Ligy mistrů UEFA (2013/14, 2015/16, 2016/17, 2017/18)[8]
- 2× vítěz La Ligy (2016/17, 2019/20)[8]
- 3× vítěz Mistrovství světa klubů (2016, 2017, 2018)[8]
- 2× vítěz Superpoháru UEFA (2016, 2017)[8]

### Reprezentační

#### Brazílie U20
- 1× vítěz Mistrovství světa hráčů do 20 let – 2011[8]

#### Brazílie
- 1× vítěz Copa América – 2019[8]

### Individuální
- Sestava sezóny Ligy mistrů UEFA – 2016/17,[9] 2017/18[10]